# Sjælsø
Sjælsø er en sø, der ligger nord for Birkerød og danner grænse mellem Rudersdal, Allerød og Hørsholm Kommuner. Sjælsø ejes af Gentofte Kommune, der via Sjælsø Vandværk  har benyttet søen som drikkevandsreserve.
Sjælsø er på 293 hektar og den største sø i Nivå-systemet. Den har fem tilløb fra blandt andet Kajerød Å, samt kilder i Eskemose Skov. Udløbet ligger i det nordøstlige hjørne i form af Usserød Å, der syd for byen Nivå løber ud i åen Nivå. Søen er temmelig lavvandet med en største dybde på 5,5 meter.
Rundt om søen ligger (startende fra sydsiden, med uret rundt): Jægerhytten i Eskemose Skov, villakvarteret Stenløkken, Høvelte Skov og Høvelte Kaserne, Sjælsø Lund, Næbbegård, Isterød, Næbbegård Plantage og villakvarteret Ravnsnæsset.
Det er muligt at bade ved Sjælsø Strand øst for Jægerhytten og det er tilladt at fiske fra bredden, men sejlads på søen kræver tilladelse fra Gentofte Kommunes vandforsyning.
Anlæg af vandre- og cykelsti rundt om Sjælsø er var i december 2013 til høring.
Hvert år bliver der afholdt cykelløbet Sjælsø Rundt, der starter på Danmarks Tekniske Universitet og går rundt om søen. 